# Всеволожский проспект
Все́воложский проспе́кт — проспект в центре города Всеволожска. Был проложен в конце XIX века ещё при его основании. Имеет меридиональное направление. Пересекает всю центральную часть города и с небольшим широтным отклонением на одном из участков выдерживает направление север — юг. Одна из самых длинных улиц в городе.

## Описание
Проспект начинается с примыкания к Колтушскому шоссе, направляется на юг, пересекая Октябрьский проспект, Социалистическую, Сергиевскую, Константиновскую улицы и доходит до станции Всеволожская, где переходит в кольцевую развязку. Далее пересекает Баркановскую улицу, улицы Коммуны, проспект Герцена, Торговый проспект, Западную улицу, проспект Толстого и улицу Гоголя. Проспект заканчивается примыканием к улице Взлётной.

## История
В 1892—1895 годах Павел Александрович Всеволожский построил новую дорогу от своей усадьбы Рябово до Ириновской узкоколейной железной дороги, позволяющую подъехать к ней более коротким путём. Она начиналась от Волковской дороги сразу за бывшей сыроварней барона И. Ю. Фридрикса, огибала заболоченную территорию будущего микрорайона Котово Поле и упиралась в железнодорожные пути там, где их пересекал осушительный канал, проложенный в 1820-х годах дедом Павла Александровича — Всеволодом Андреевичем Всеволожским. В 1895 году на этом месте был устроен новый остановочный пункт — платформа Всеволожская. Позднее на основе этой дороги с некоторыми спрямлёнными зигзагами сформировался современный Всеволожский проспект.

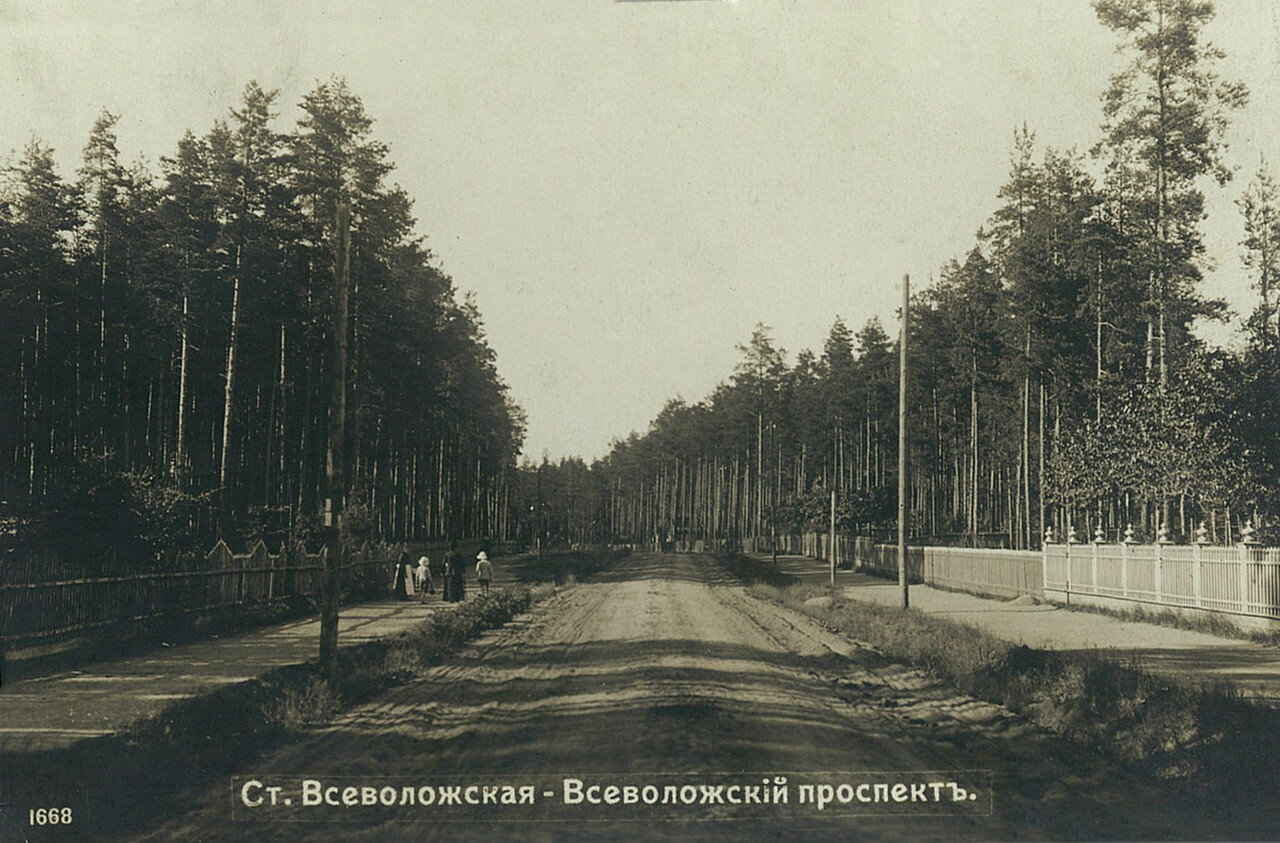
Всеволожский проспект. 1914 год
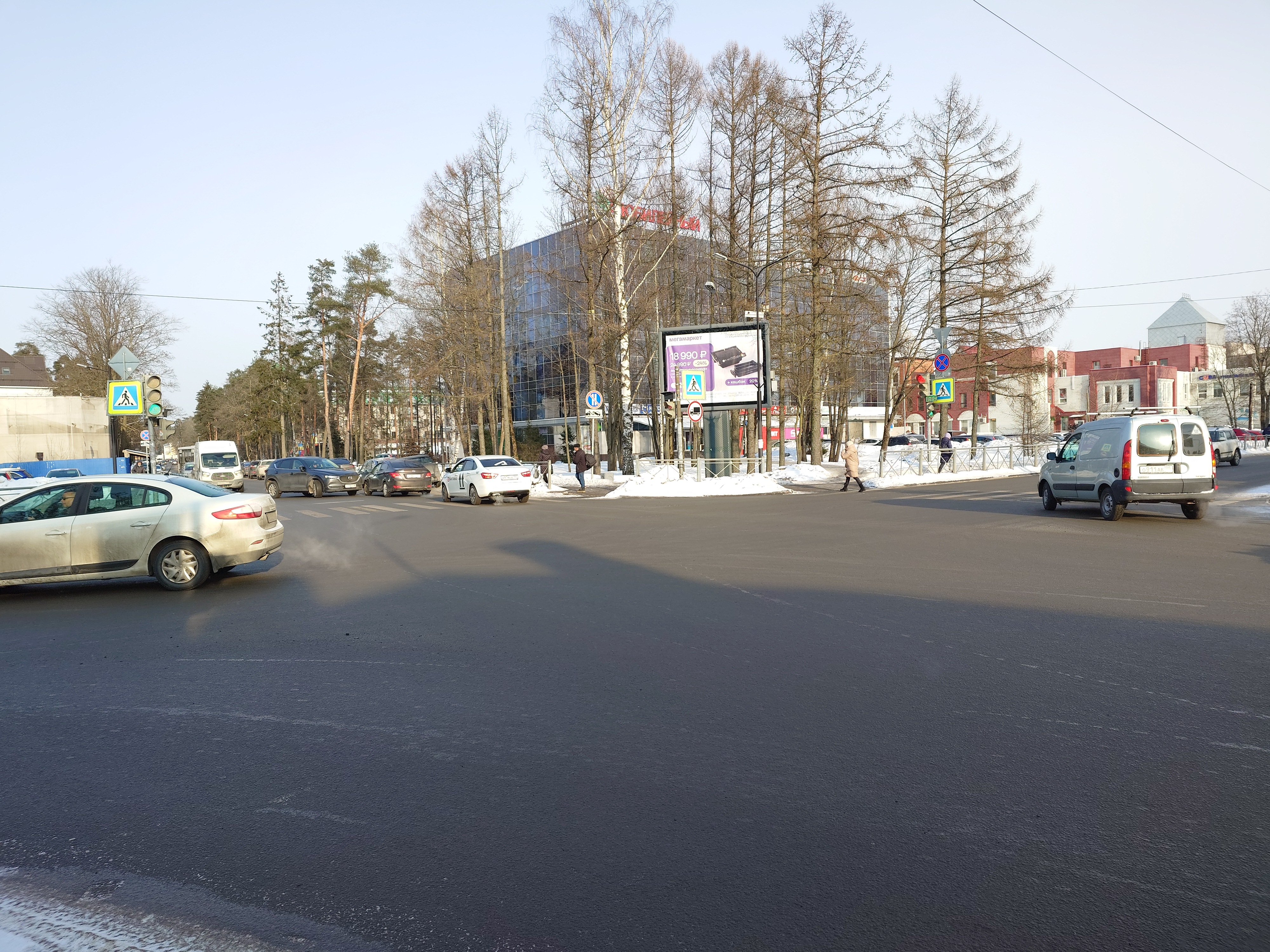
Всеволожский проспект. 2024 год

К началу XX века к югу от железнодорожного полотна, на юг, до реки Лубьи была проложена Софийская улица, ставшая позднее центральной частью современного Всеволожского проспекта. Дореволюционный Всеволожский проспект и его продолжение — Софийская улица, были шоссированными, немощёными, шириной 12 саженей. Софийская улица освещалась керосино-калильными фонарями. За мостом через Лубью лежали земли мызы Колтуши. Там, в продолжение улицы Софийской, был проложен Фитингофский проспект, названный так в честь владельца земли — барона Конрада Мангусовича Фитингоф-Шеля.
После 1895 года станция Всеволожская стала центром дачной застройки — историческим ядром вокруг которого начал формироваться современный город Всеволожск. Большое количество состоятельных отдыхающих привлекло в дачный посёлок петербургских купцов, которые начали открывать магазины на привокзальной площади, Всеволожском проспекте и его продолжении — улице Софийской. Первым открыл продуктовый магазин охтинский купец 2-й гильдии Алексей Васильевич Иванов-Левшин. Вслед за ним организовал мучную и хлебную торговлю крестьянин Ярославской губернии Александр Иванович Желдыбин. На привокзальной площади был возведён бревенчатый с мезонином дом В. В. Бойцова, в котором располагались семь лавок, три из них имели выход на Всеволожский проспект, три — на привокзальную площадь и одна была угловой. Четыре лавки арендовали продавцы хозтоваров, они торговали мануфактурой, посудой, красками, обоями, толью, картоном и оконным стеклом. На его месте сейчас находится торговый центр «Юбилейный». Рядом с торговыми рядами располагалось здание аптеки М. Б. Давыдовича.

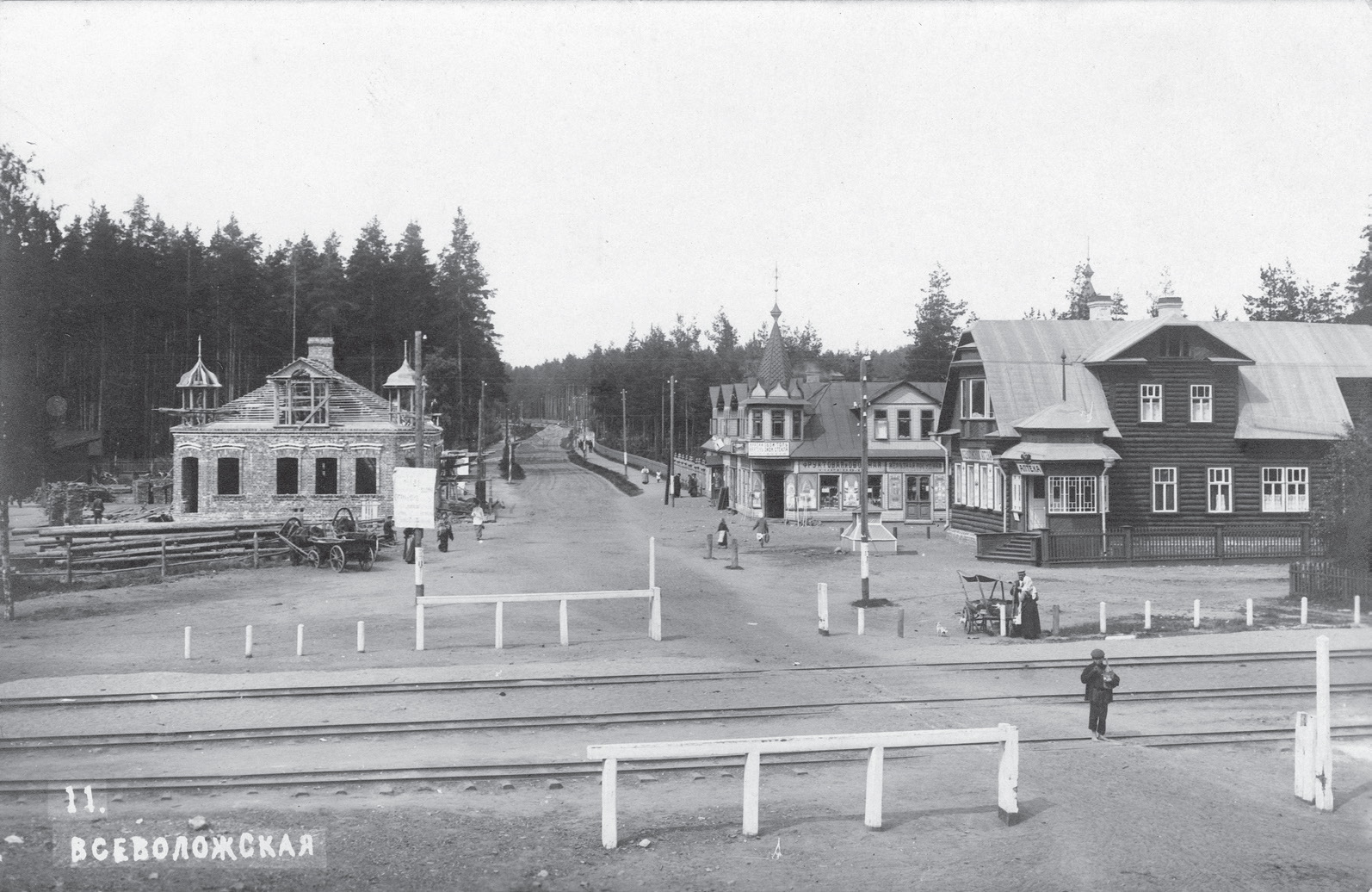
Всеволожский проспект и привокзальная площадь. Дом Н. Н. Хомякова (строится), торговые ряды В. В. Бойцова и аптека М. Б. Давыдовича. 1912 год
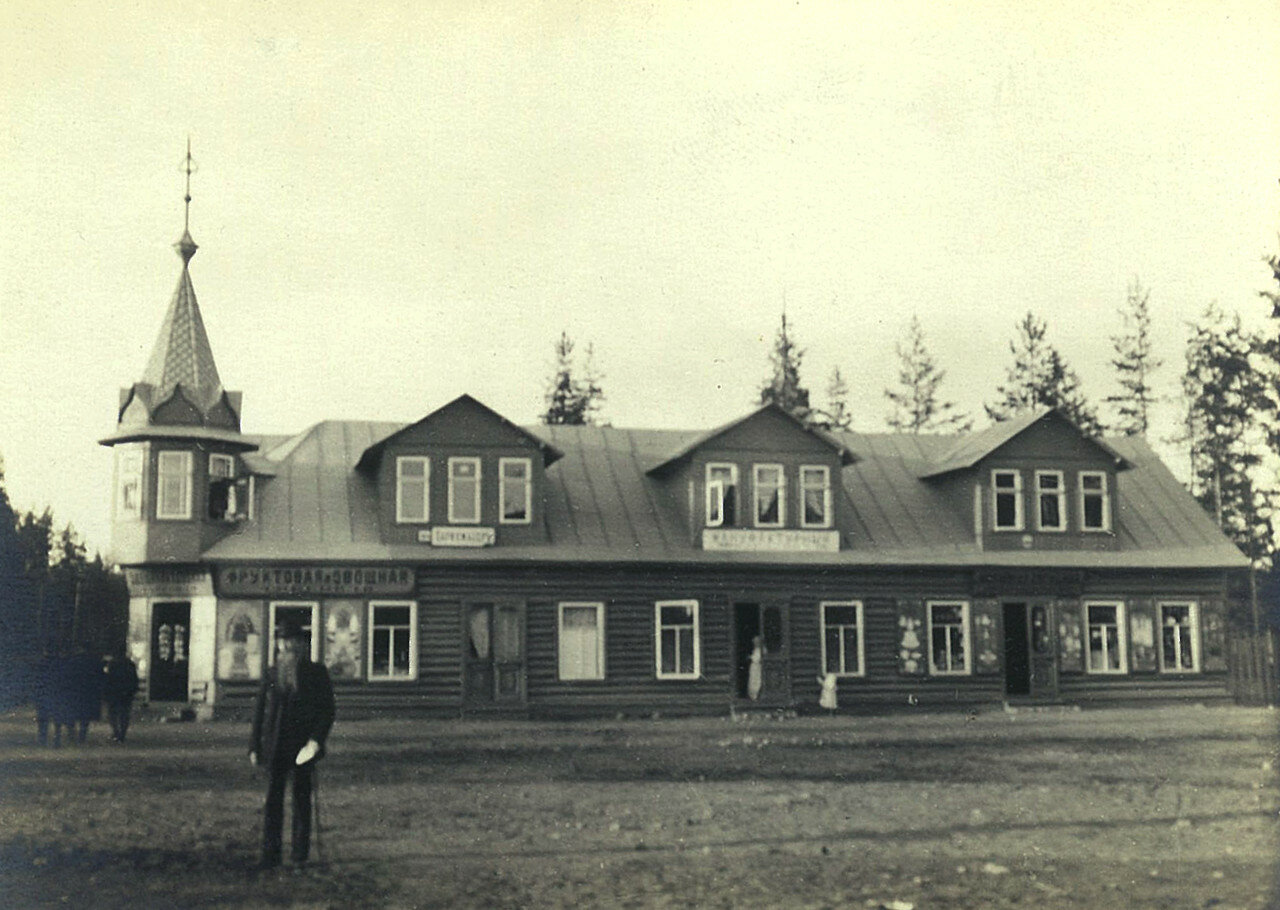
Торговые ряды В. В. Бойцова на Всеволожском проспекте. 1912 год

В 1909 году крестьянин Ярославской губернии Н. Н. Хомяков приобрёл у владелицы мызы Рябово Лидии Филипповны Всеволожской расположенный на Всеволожском проспекте деревянный дом 1907 года постройки. В 1911 году он сгорел, а в 1912 году на его месте Хомяков выстроил одноэтажный кирпичный дом с мезонином и башенками. В советские годы в нём размещалась почтово-телеграфная контора, а затем почтовая лавка.
Крупный продуктовый магазин на улице Софийской, где продавалась гастрономия, бакалея, чай, овощи и фрукты, держал мещанин Михаил Александрович Ермолаев. Здание магазина М. А. Ермолаев арендовал у немецкого ремесленника, пекаря Карла-Эмилия Фердинандовича Штейнмейера. К 1910 году Штейнмейер уже владел на улице Софийской жилым домом и сапожной мастерской, а к 1912 году, рядом с вокзалом станции Всеволожская, выстроил ещё два двухэтажных дома. В одном он разместил пекарню, а во втором — так называемом Малом гостином дворе — булочную с кондитерской, где сдал первый этаж под магазин Ермолаеву. До наших дней дошло лишь одно из них — соседнее с Малым гостиным двором, по адресу: Всеволожский проспект, дом № 44. На доме есть информационная табличка: «Объект культурного наследия. Дом купца Штейнмейера Карла Эмилия Фердинандовича. Год постройки 1912».

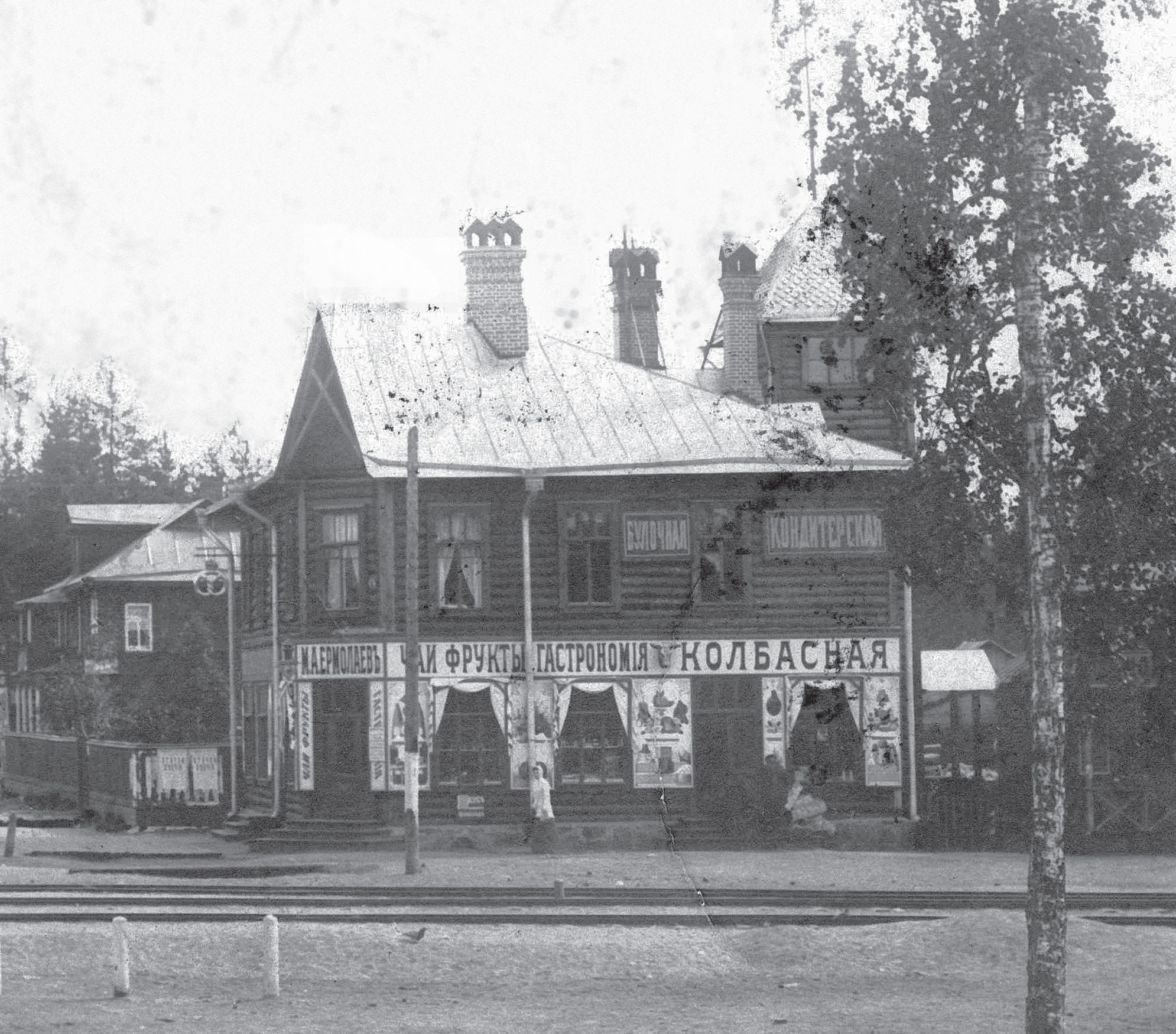
Малый гостиный двор К. Э. Штейнмейера
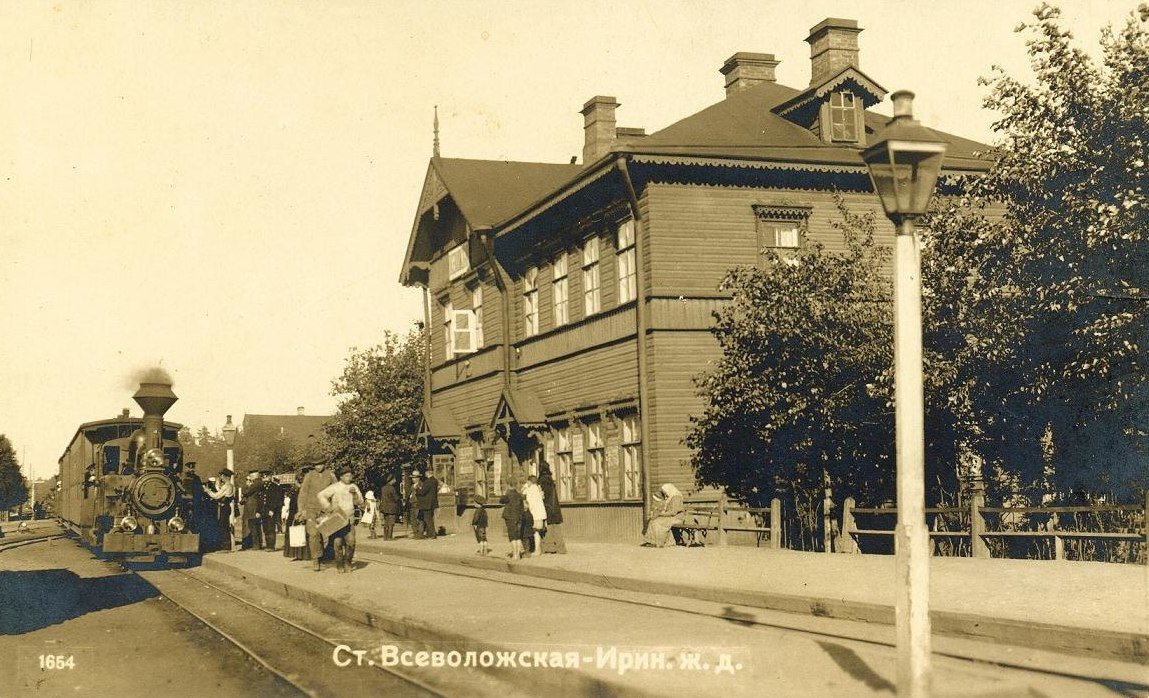
Вокзал станции Всеволожская. 1914 год

Напротив дома Штейнмейера находился одноэтажный дом, где располагался загородный ресторан санкт-петербургского купца 2-й гильдии Фёдора Константиновича Свешникова с номерами в мансарде. Дом 1901 года постройки Ф. К. Свешников приобрёл 2 ноября 1902 года у владелицы мызы Рябово Елены Васильевны Всеволожской. В советское время в этом здании размещались клуб, Дом пионеров, детская библиотека и книжный магазин. Всего на Софийской улице были открыты: овощная, мучная и мясная лавки А. И. Желдыбина (1905—1918); овощная, мучная и мясная лавки М. Г. Морозова (1911—1918); овощная, мучная и мясная лавки Н. П. Фролова (1911—1918). Кроме ресторана Ф. К. Свешникова работала также чайная Андрея Мистрова в доме А. Я. Житковой.
В 1904 году на Софийской улице была освящена православная часовня «во славу Святой Троицы» приписанная к Колтушскому приходу. Участок земли в 300 квадратных саженей на углу с Сергиевской улицей для её постройки был куплен у вдовы личного почётного гражданина Анны Яковлевны Житковой на пожертвования местных дачников — подрядчиков ломового извоза Алексея Ивановича Клементьева и Сергея Калистратовича Сурикова. Проект создал молодой гражданский инженер-архитектор Владимир Дмитриевич Николя. В том же году её устроители обратились к епархиальному начальству с ходатайством о разрешении обратить часовню в церковь. Разрешение было получено. Перестройка часовни была произведена по проекту гражданского инженера-архитектора Павла Павловича Соколова «тщанием» крестьянина И. Я. Земцова, ремесленников И. Д. Полякова, И. А. Артемьева, подрядчиков А. И. Клементьева, С. К. Сурикова, мещанина Василия Сорокина и дворянина Леонида Миллера. В 1914 году при храме был утверждён самостоятельный приход.

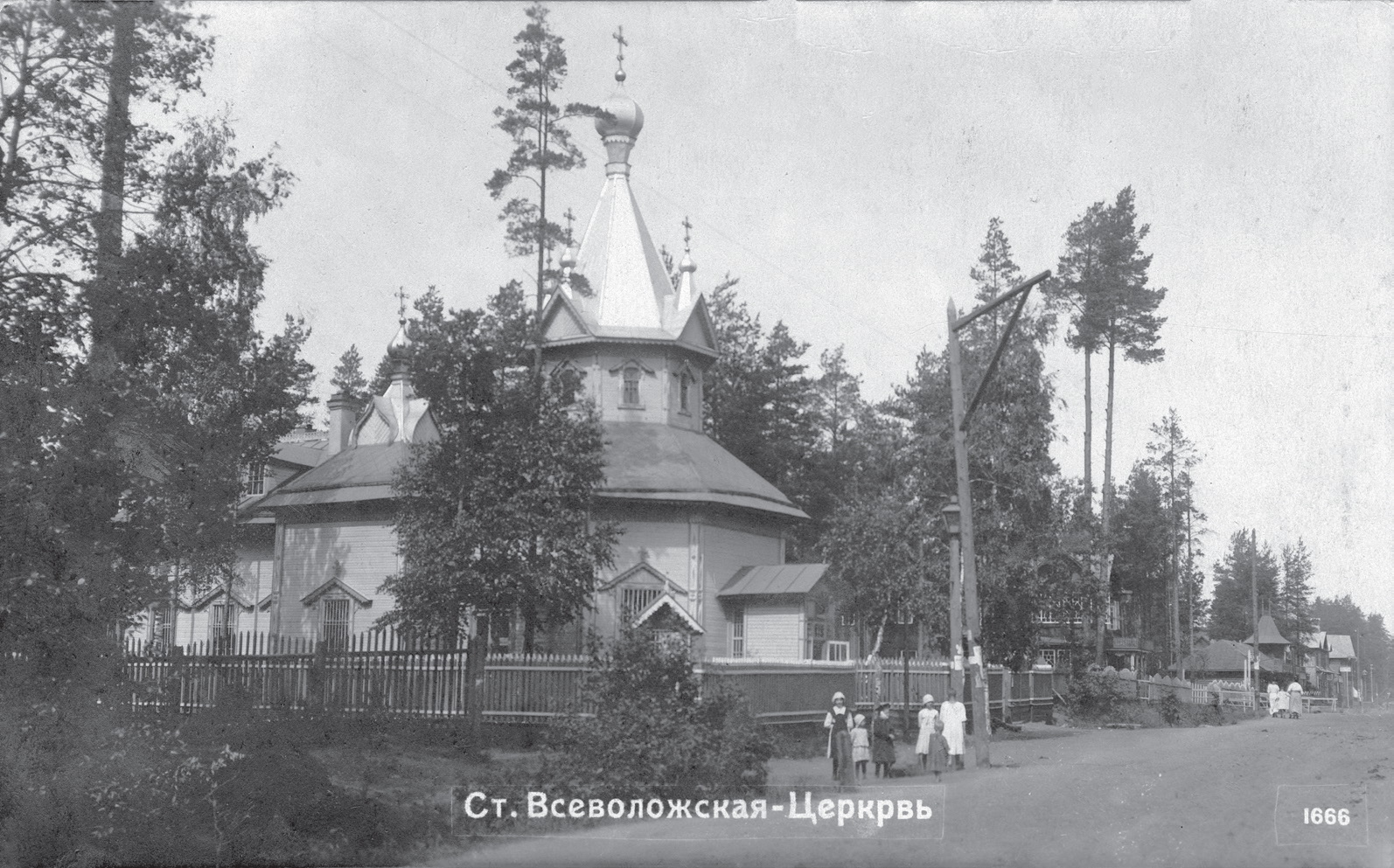
Троицкая церковь. 1914 год
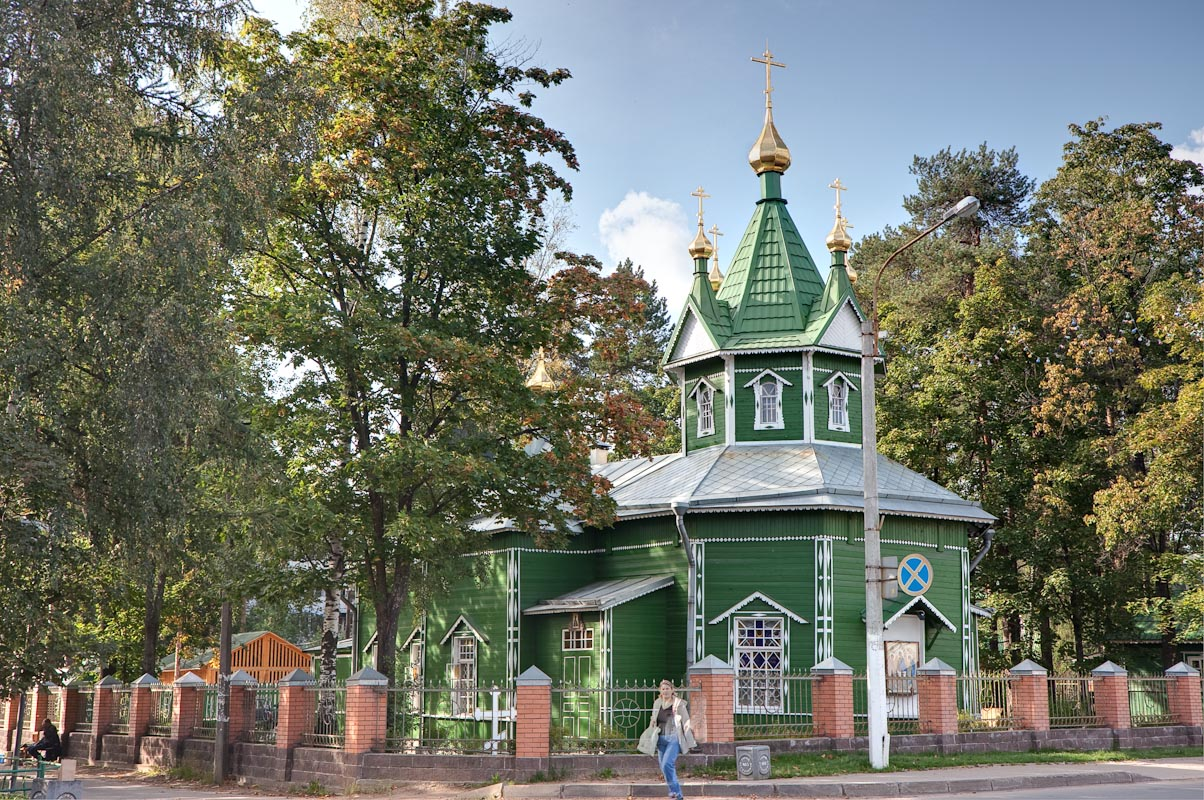
Троицкая церковь. 2009 год

Летом 1913 года на улице Софийской начал работу кинотеатр «Ампир». Он был открыт чуриковцами — последователями религиозного движения «Всероссийский трудовой союз христиан-трезвенников». В мае 1914 года новым владельцем кинотеатра стал мещанин Кирилл Васильевич Токарев, но уже в июне он был закрыт за многочисленные нарушения пожарной безопасности. С 1915-го по 1917 год владелицей кинематографа была его жена Ксения Прокофьевна Токарева. Здание не сохранилось.
Далее на юг, после моста через реку Лубью, начинался Фитингофский проспект. На участке к западу от него санкт-петербургский купец Иоганн-Адам Иванович Рёдершейд выращивал на продажу саженцы. В советские годы на территории садоводства Рёдершейда располагался питомник декоративных древесных пород Всеволожского управления садово-паркового хозяйств. Сейчас — микрорайон Питомник с малоэтажной индивидуальной застройкой. Далее в низине, прилегающей к Фитингофскому проспекту, во время блокады Ленинграда Всеволожский райтоп будет вести добычу торфа. После войны в начале проспекта будет организовано предприятие «Сельхозтехника». Сейчас на этих землях расположена Коммунально-складская зона — промышленный район города Всеволожска.
В 1934 году Софийскую улицу переименовали во Всеволожский проспект. 23 апреля 1954 года, согласно решению Всеволожского райисполкома «О переименовании отдельных улиц районного центра в посёлке Всеволожский», сменили названия ещё более двух десятков улиц. В том числе продолжение Всеволожского проспекта за рекой Лубьей — Фитингофский проспект, тоже был переименован во Всеволожский проспект, а участок Всеволожского проспекта от перекрёстка с Анненским переулком до шоссе Ленинград — Морье, был переименован в Колтушское шоссе и присоединён к нему. На практике старые названия улиц ещё несколько лет продолжали использоваться в официальных документах Всеволожского райисполкома, но после замены в 1958—1959 годах всех домовых номерных знаков и уличных указателей в посёлке Всеволожский стали использоваться новые названия.

## Памятники и исторические здания
- На пересечении Всеволожского и Октябрьского проспектов в 2009 году был установлен памятник В. А. Всеволожскому[24].

Внесены в реестр объектов культурного наследия:
- дом № 27 — Дом купца Ф. К. Свешникова, 1901 года постройки. Принадлежал купцу Фёдору Константиновичу Свешникову. До революции в нём размещись гостииница и ресторан, сейчас — несколько магазинов. Состояние хорошее[25][24][26].
- дом № 36 — Дом Н. Н. Хомякова, 1912 года постройки. Принадлежал крестьянину Ярославской губернии Николаю Николаевичу Хомякову. До революции — жилой дом, в настоящее время здание руинировано, предполагается его реконструкция. В ряде документов встречается название — «дом купца Хомякова», но это ошибка, так как несмотря на то, что Н. Н. Хомяков держал мелочную мануфактурную торговлю, он принадлежал к сословию крестьян[27][28].
- дом № 44 — Жилой дом К. Ф. Штейнмейера, 1903 года постройки. Принадлежал санкт-петербургскому ремесленнику Карлу-Эмилию Фердинандовичу Штейнмейеру. До революции в нём размещались пекарня и продовольственный магазин, сейчас — Издательский дом «Невская Заря». Состояние хорошее[29][30][24][31].
- дом № 64 — Церковь Святой Троицы, 1904 года постройки. Построена на пожертвования местных жителей. Возводилась как часовня по проекту В. Д. Николя, перестроена в церковь по проекту П. П. Соколова. Приходская с 1914 года[17][32][33].

Памятник В. А. Всеволожскому
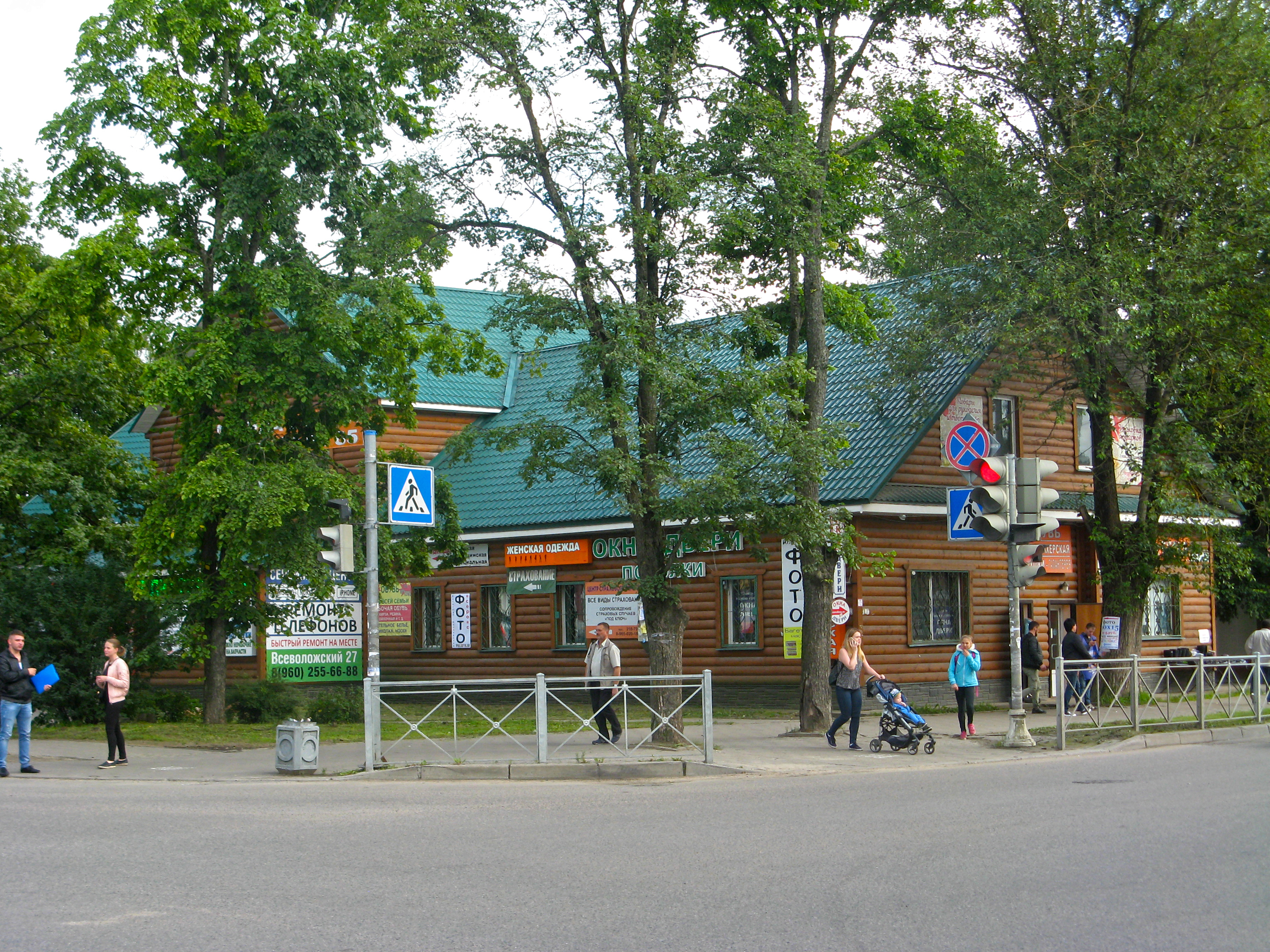
Дом купца Ф. К. Свешникова
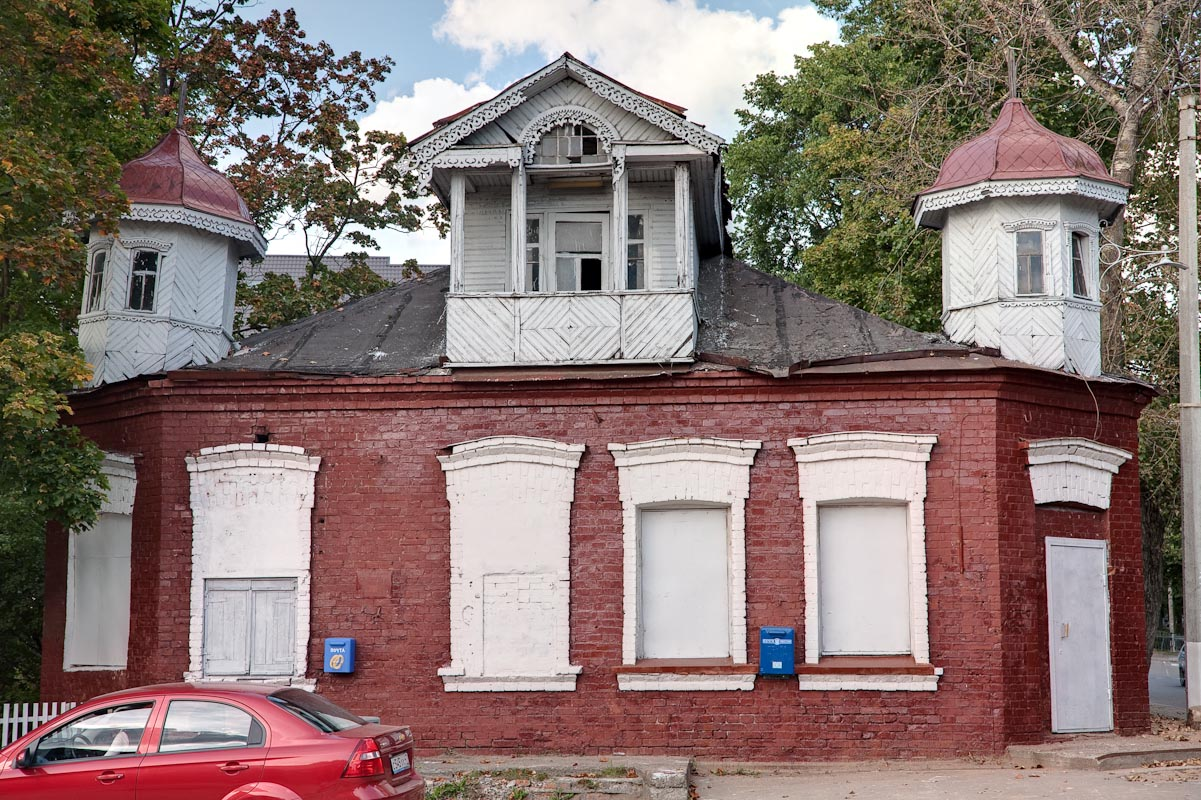
Дом Н. Н. Хомякова
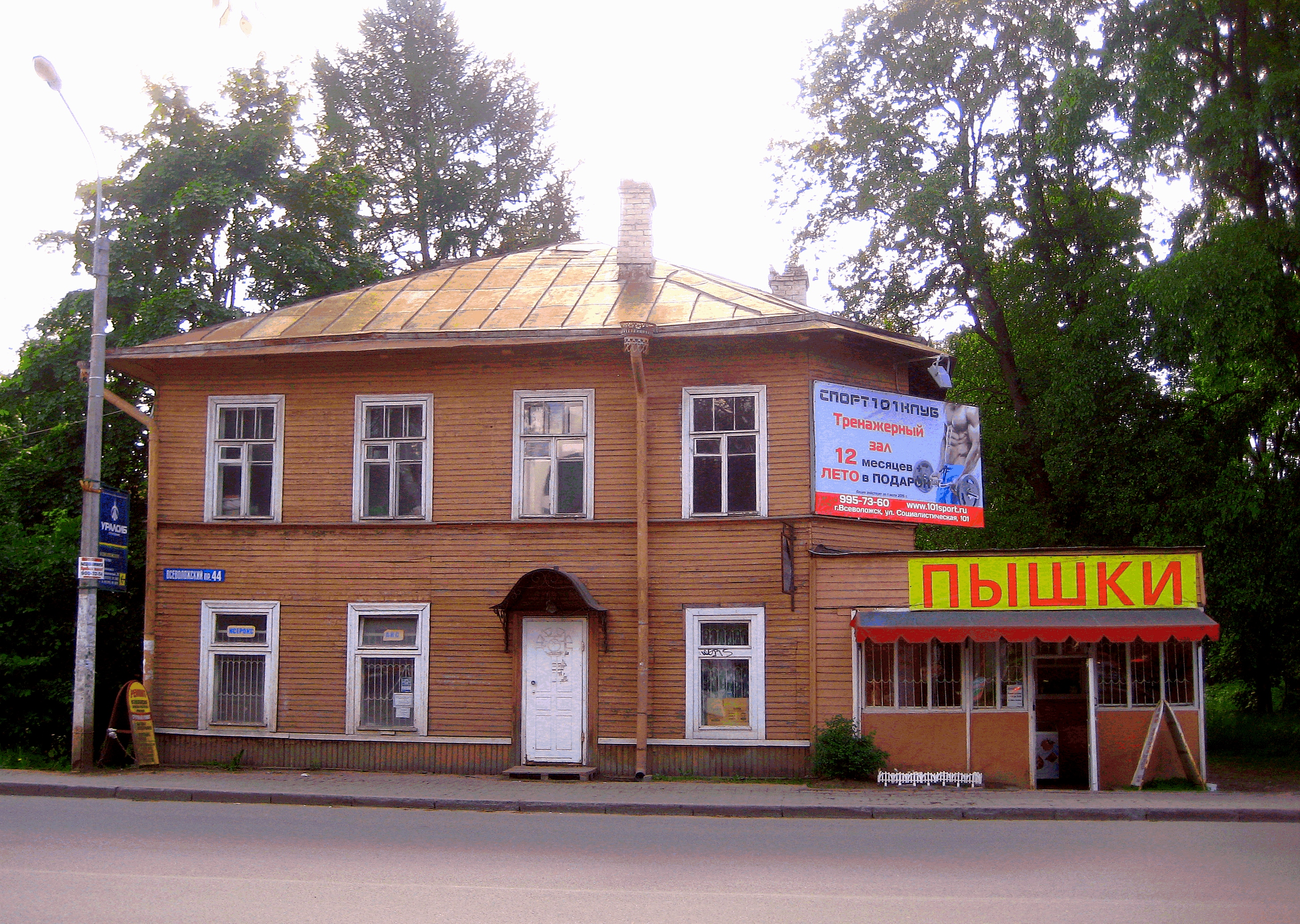
Жилой дом К. Ф. Штейнмейера
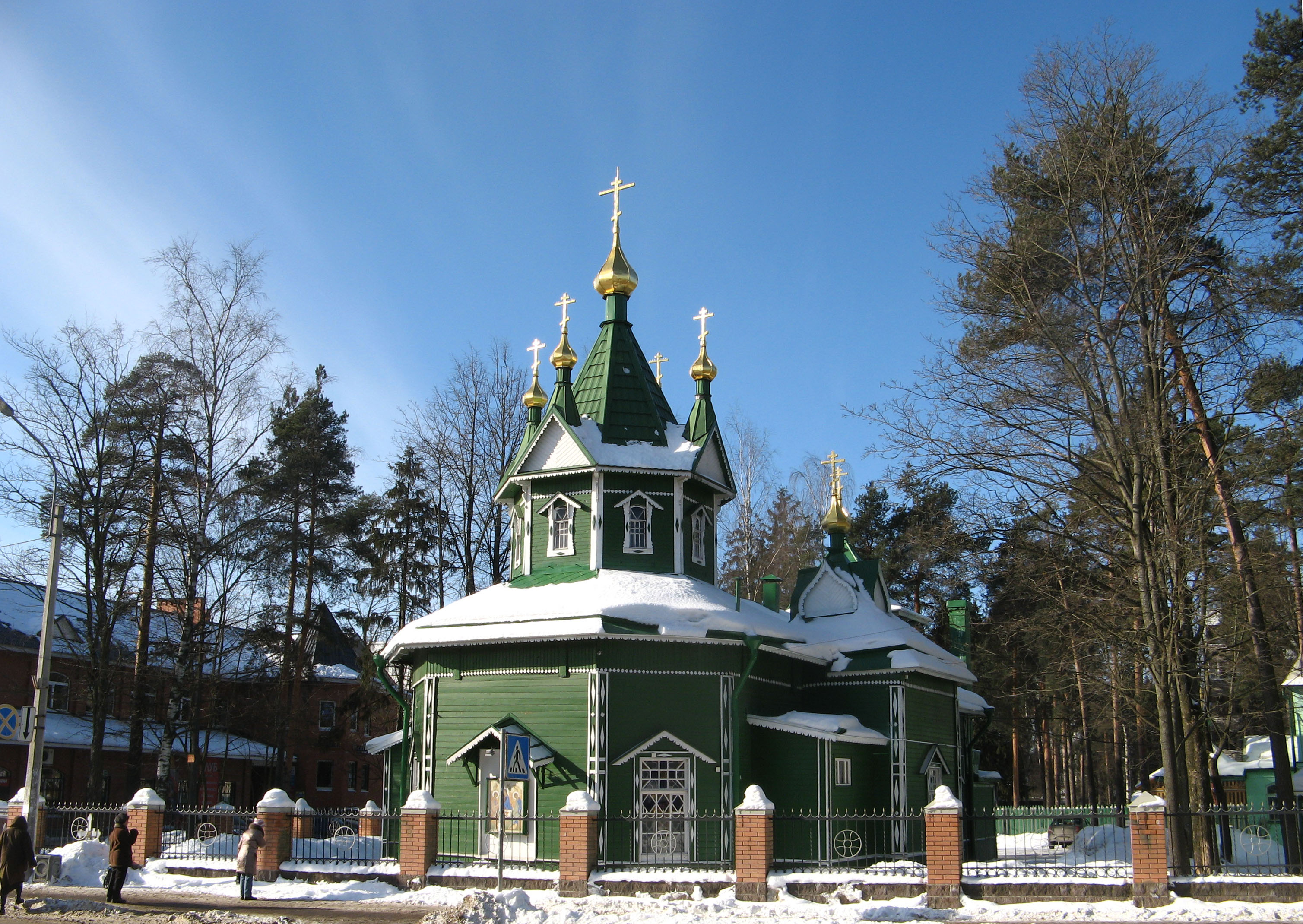
Троицкая церковь
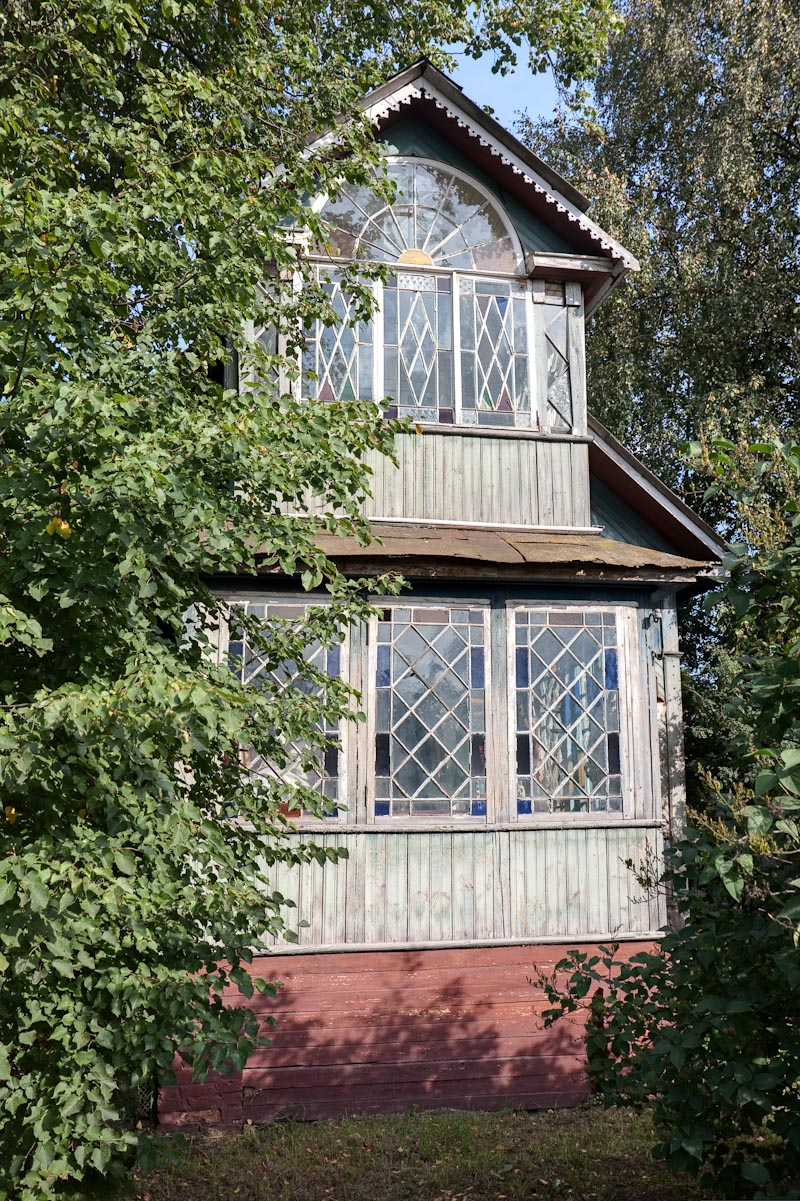
Дом № 31

## Объекты инфраструктуры
- дом № 1 — Детская школа искусств им. М. И. Глинки[34].
- дом № 25/85 — Торговый центр «Юбилейный» на пересечении Всеволожского и Октябрьского проспектов. Ранее — кинотеатр «Юбилейный» 1967 года постройки. Перестроен в 2012 году[35].
- дом № 43 — Торговый центр[36].
- дом № 61 — Железнодорожный вокзал и торговый комплекс «Всеволожский» 2010 года постройки[37].

Всеволожский проспект, дом № 1. Детская школа искусств им. М. И. Глинки
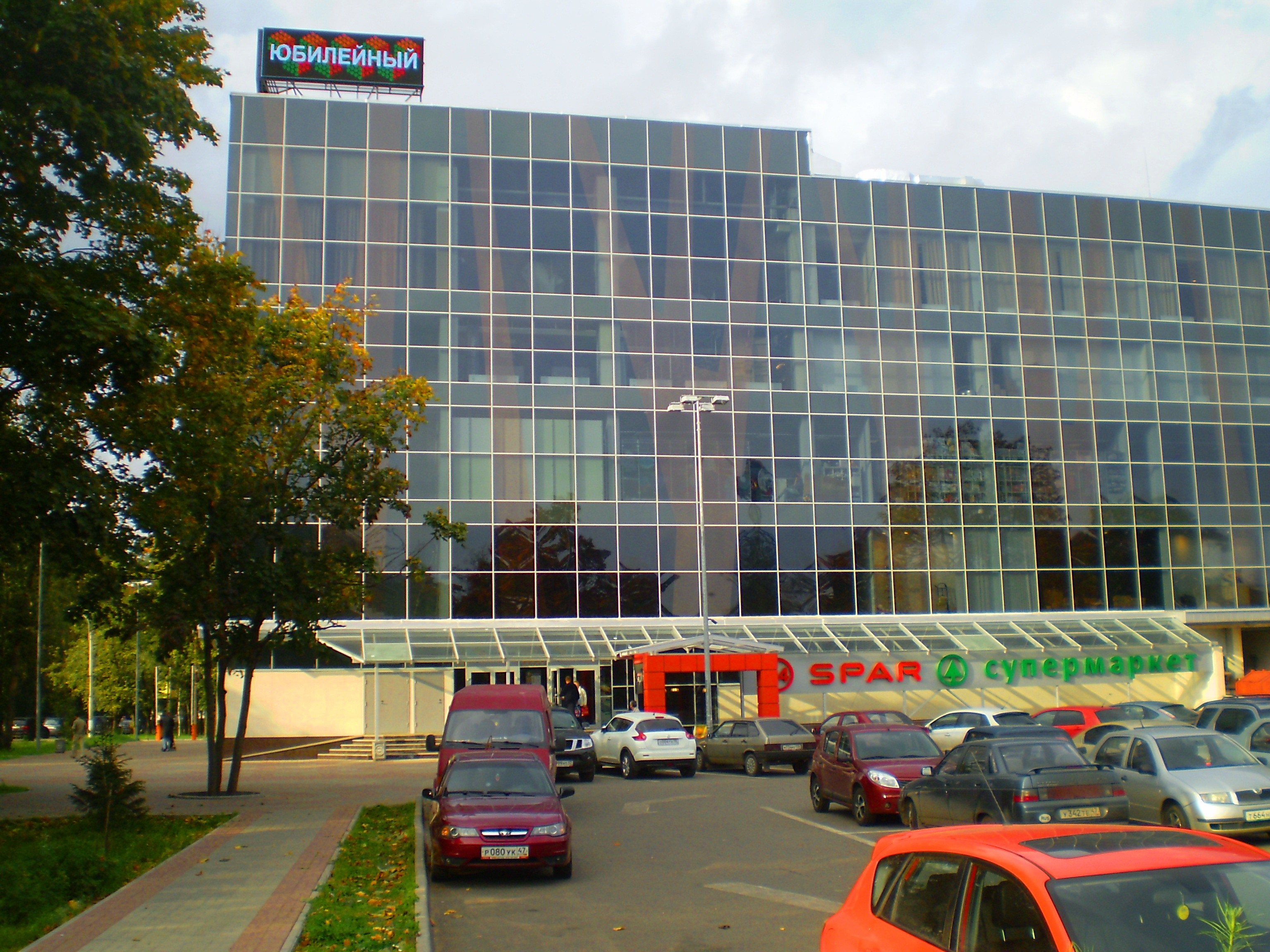
Торговый центр «Юбилейный» на пересечении с Октябрьским проспектом
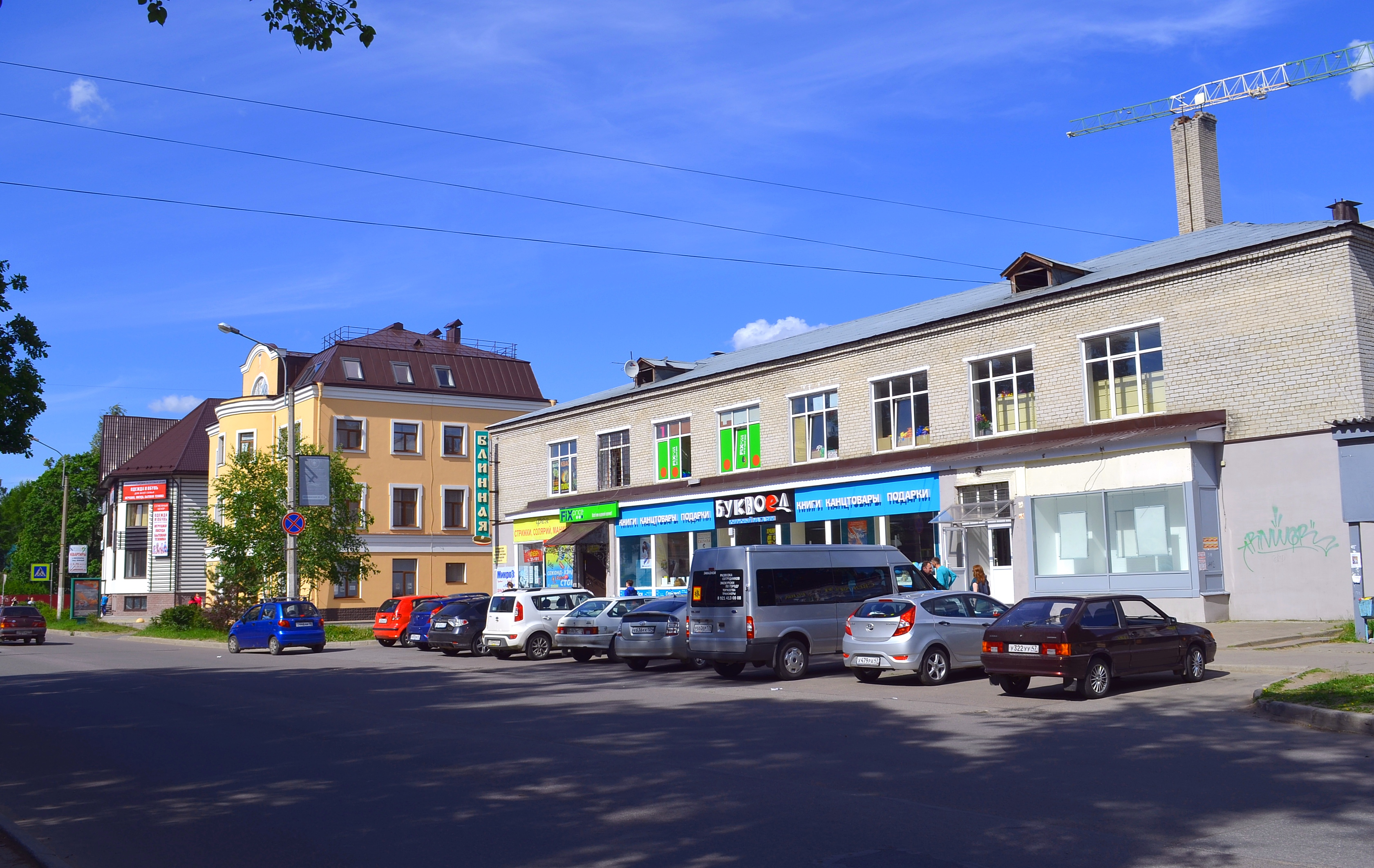
Сетевой книжный магазин в доме № 43
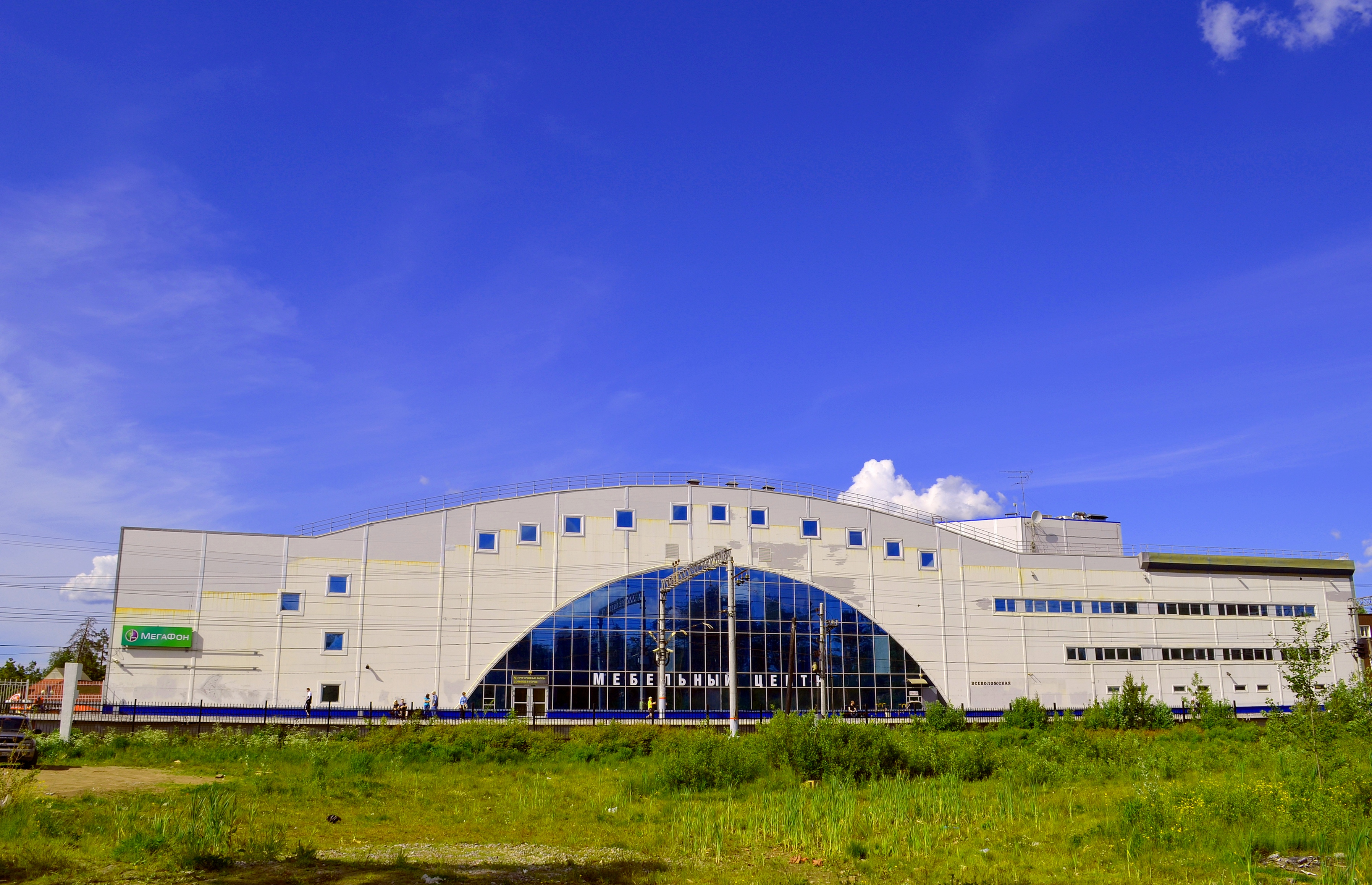
Железнодорожный вокзал